# Habarana
Habarana (en cingalés: : හබරණ Habaraṇa, en tamil: : அபரணை Aparaṇai) es una pequeña ciudad en el distrito de Anuradhapura de la  Provincial Central del Norte de Sri Lanka. La localidad cuenta con algunos hoteles de gama media y alta dirigidos a turistas combinados, y es punto de partida hacia otras localidades cercanas de mayor interés.
Habarana es un destino turístico popular para los amantes de los safaris, ya que es el punto de partida para realizar safaris en la cercana jungla de Habarana y el santuario Minneriya, que está densamente poblado por elefantes. Montar en elefante también es una atracción en esta pequeña ciudad. 
Habarana está situado cerca de la antigua fortaleza de roca y las ruinas del palacio de Sigiriya y está situado en la carretera principal de Colombo a Trincomalee, Polonnaruwa y Batticaloa. 
Su población está en torno entre los 5.000 y 10.000 habitantes.
La zona cuenta con algunos de los mejores hoteles del país y el verdor y la vida salvaje tienen un valor añadido, haciendo que el lugar sea atractivo para los turistas.